# واهه آقابگیانس
واهه آقابگیانس (ارمنی: Վահե Աղաբեկյանց؛ زادهٔ ۲۶ نوامبر ۱۹۵۲) مشاور فناوری به دولت ارمنستان است. وی از ارمنی‌های ایران است. وی در سال ۱۹۷۸ در رشته مهندسی برق از دانشگاه نورت‌ایسترن فارغ‌التحصیل شده است.